# Итальянское общество военной истории
Итальянское общество военной истории, СИЗМ (Società Italiana di Storia Militare, SISM) – научное общество, основанное Раймондо Лураги (Raimondo Luraghi). 

## Основание и деятельность
Целью Общества, основанного в Риме 14 декабря 1984, является пропаганда изучения военной истории с помощью:
— организации конгрессов, конференций, семинаров и других культурных и научных акций и непосредственного участия в них,
— публикации, в том числе периодических, отдельных исследований, выпусков новостей и информационных бюллетеней,
— проведения исследований, в том числе совместно с учреждениями, обществами или частными лицами,
— учреждения стипендий и премий за дипломные работы,
— осуществления или патроната других начинаний, направленных на достижение целей Итальянского общества военной истории и могущих быть предложенными также не его членами.

## Сотрудничества
СИЗМ признается итальянским Министерством Обороны и сотрудничает с Итальянской комиссией военной истории (Commissione Italiana di Storia Militare, CISM), основанной министерским декретом от 21 ноября 1986, с Межуниверситетским центром изучения и исследования военной истории ( Centro interuniversitario di studi e ricerche storico-militari, CISRSM), основанного в рамках конвенции от 15 апреля 1986 между Университетами Турина, Падуи и Пизы (Università di Torino, Padova и Pisa) и с Сообществом друзей Итальянской военной библиотеки (Associazione Amici della Biblioteca Militare Italiana) в Варалло Сэзия, основанным 20 сентября 2008. СИЗМ распространяет в Италии Bibliographie internationale d’histoire militaire, издание под редакцией Comité de bibliographie Международной комиссии военной истории (Commission internationale d’histoire militaire, CIHM).
СИЗМ в сотрудничестве с Итальянской комиссией военной истории организовало 18-й и 39-й международные конгрессы Международной комиссии военной истории, проходившие оба в Турине в 1992 и в 2013.

## Президенты
- Профессор Раймондо Лураги (Raimondo Luraghi, 1985-1992)
- Генерал Филиппо Стефани (1992-1994)
- Профессор Массимо Маццетти (1995-1997)
- Профессор Антонелло Фолько Мария Биаджини (1997-1999)
- Генерал Пьерпаоло Меккариелло (1999-2001)
- Профессор Джузеппе Конти (2001-2004)
- Профессор Вирджилио Илари (2004-2007)
- Генерал Пьерпаоло Меккариелло (февраль – август 2008)
- Профессор Мариано Габриэле (2008)
- Профессор Вирджилио Илари (2009-)

## Генеральные Секретари
- Микеле Нонес (1985- 1990)
- Джузеппе Конти (1991- 1997)
- Пьеро Крочани (1997)
- Чиро Паолетти (1997- 2004)
- Флавио Карбоне (2004)
- Никола Пиньято (2004- 2008)
- Анна Мария Изастия (2009-)

## Публикации

### Отдельные издания
- L’insegnamento della storia militare in Italia, Atti del seminario di Roma 4 dicembre 1987, Roma, Compagnia dei Librai, 1989.
- L’Esercito italiano, storia di uomini e di armi, Roma, Editalia, 1988.
- Storia militare d’Italia 1796-1975, Roma, Editalia, 1990.
- 2013 Итальянцы в русской кампании 1812. Gli italiani nella campagna di Russia del 1812. Материалы конференции октябрь 2012 г, Кассино – Рим. .

### Совместно с Межуниверситетским центром изучения и исследования военной истории (CIRSM)
- La storiografia militare italiana negli ultimi venti anni, a cura di Giorgio Rochat e Piero Del Negro, Milano, Angeli, 1985.
- Bibliografia italiana di storia e studi militari 1960-1984,  a cura di Giorgio Rochat, Piero Del Negro e Filippo Frassati, Milano, F. Angeli, 1987.
- Guida alla storia militare italiana, a cura di Piero Del Negro, Edizioni Scientifiche Italiane, Napoli, 1997.
- Repertorio degli studiosi italiani di storia militare 2005, a cura di ian Luca Balestra e Nicola Labanca, Milano, Edizioni UNICOPLI, 2005.

### Совместно с итальянским Министерством культуры
- Le fonti per la storia militare italiana in età contemporanea. Atti del III seminario Roma 1-17 dicembre 1988, (a cura di Alberto Maria Arpino, Antonello Folco Maria Biagini e Franco Grispo), Ministero per i beni culturali e ambientali – Ufficio centrale peri beni archivistici, Roma, 1993.

### Совместно с Итальянской комиссией военной истории (CISM)
- Acta del II Convegno nazionale di storia militare tenuto a Roma presso il CASD il 28-20 ottobre 1999, Commissione italiana di storia militare, Roma, 2001.

### Веб-журналы
- 1993, Roma, GEI Gruppo Editoriale Internazionale, 1994.  da Scribd
- 1994, Roma, GEI Gruppo Editoriale Internazionale, 1995.
- 1995, Roma, GEI Gruppo Editoriale Internazionale, 1997.
- 1996-1997 – Identità nazionale Forze Armate. Atti del IV convegno SISM di Caserta (a cura di Fortunato Minniti), Edizioni Scientifiche Italiane, Napoli, 2001..
- 1999 (a cura di Fortunato Minniti), Edizioni Scientifiche Italiane, Napoli, 2001..
- 2000 – La storiografia militare in Francia e in Italia. Due esperienze a confronto. Atti  (a cura di Fortunato Minniti), Edizioni Scientifiche Italiane, Napoli, 2001.
- 2001-2002 – Militari italiani in Africa (a cura di Nicola Labanca), Edizioni Scientifiche Italiane, Napoli, 2004.
- 2004-2005 – Tsushima 1905 – Jutland 1916. Atti dei seminari navali SISM 2005 (a cura di Marco Gemignani).
- 2006 – Storia della guerra futura. Atti del 1º convegno SISM di Varallo (a cura di Giovanni Cerino Badone).
- 2007-08 Storia della guerra economica. Atti del 2º convegno SISM di Varallo (a cura di Catia Eliana Gentilucci).
- 2009 La guerra del Cinquantanove. Atti del Convegno Nazionale CISM-SISM sulla Seconda guerra d'Indipendenza
- 2010 L’Anno di Teano. Atti del Convegno sulla storia politico-militare del 1860 svoltosi al CASD (Palazzo Salviati) nel novembre 2009
- 2011 Le Armi di San Marco. Atti del convegno sulla storia militare della Serenissima svoltosi a Venezia e Padova nel settembre 2011
- 20012-2013 American Legacy. La Sism ricorda Raimondo Luraghi.